# 남종현 (1944년)
남종현(南種鉉/南鍾鉉1944년 9월 9일 ~ )은 대한민국의 기업인이다. 그래미의 대표이사 회장이며, 전 대한유도회 회장이다.

## 경력
- 2013년 5월 ~ 2015년 6월: 제35대 대한유도회 회장
- 2013년: 동국대학교 약학대학 겸임교수
- 2011년 8월 ~ 2012년 12월: 제2대 강원 FC 대표이사
- 2002년: 한국발명기업연합회 회장
- 1991년 ~ 현재: 그래미 대표이사 회장

## 상훈
- 2008년: 금탑산업훈장
- 2001년: 새천년 으뜸상 대상
- 2000년: 제2회 장영실 국제과학문화상 대상
- 1999년: 철탑산업훈장
- 1998년: 발명대왕상
- 1998년: 특허청장상
- 1997년: 대한민국 특허기술대전 은상
- 1996년: 통상산업부 장관상 ***